# Ocyale grandis
Ocyale grandis is een spinnensoort in de taxonomische indeling van de wolfspinnen (Lycosidae).
Het dier behoort tot het geslacht Ocyale. De wetenschappelijke naam van de soort werd voor het eerst geldig gepubliceerd in 1996 door Mark Alderweireldt.